# Wegerisiko
Unter Wegerisiko versteht man im Arbeitsrecht das Risiko des Arbeitnehmers, seinen Arbeitsplatz pünktlich zu erreichen und seinen Lohnanspruch zu verlieren, wenn es auf dem Arbeitsweg aus von ihm nicht zu vertretenden Gründen zu Verzögerungen kommt. 
Wird die Arbeit infolge eines objektiven Leistungshindernisses nicht oder verspätet vom Arbeitnehmer aufgenommen, wird diese wegen ihres Fixschuldcharakters unmöglich (§ 275 Abs. 1 BGB). Nach § 326 Abs. 1 Satz 1 BGB verliert der Arbeitnehmer seinen Lohnanspruch. Der Arbeitgeber ist nach dem Grundsatz „ohne Arbeit kein Lohn“ berechtigt, das Arbeitsentgelt entsprechend zu kürzen.
Zu den wichtigsten Fällen eines objektiven Leistungshindernisses zählen die Fälle der Verkehrsstörung, die der fristgemäßen Arbeitsaufnahme am Arbeitsplatz entgegenstehen. Weitere Fälle sind z. B.:
- der Ausfall der öffentlichen Verkehrsmittel,
- Witterungsverhältnisse, wie Eisglätte, Schneefall, Schneeverwehungen und Überschwemmungen, Hochwasser,[2]
- die Sperrung oder Unpassierbarkeit der Verkehrswege durch Verkehrsunfall oder Demonstration sowie
- öffentliche Fahrverbote oder Geschwindigkeitsbegrenzungen, wie sie z. B. bei Smoglagen verfügt werden.[3]

Die verspätete Arbeitsaufnahme kann zu weiter gehenden Schritten des Arbeitgebers, z. B. Abmahnungen und Kündigungen, führen. Es handelt sich um eine Pflichtwidrigkeit im Leistungsbereich.
Nach der Betriebsrisikolehre trägt dagegen der Arbeitgeber das Risiko von Betriebsunterbrechungen, beispielsweise wegen des Ausbleibens von Zulieferungen, mit der Folge, dass der Arbeitnehmer seinen Lohnanspruch behält.